# Marthina Brandt
Marthina Brandt (31 de enero de 1992, Vale Real, Río Grande del Sur - Brasil) es una modelo y exreina de belleza brasileña, fue quién representó a dicho país en el certamen anual de belleza de Miss Universo 2015, en donde fue clasificada al Top 15.

## Biografía
Nació el 31 de enero de 1992 en Vale Real, Río Grande del Sur de Brasil, es la hija de Jacqueline Brandt. A sus 18 años de edad, ganó el certamen nacional de belleza de Miss Germana-Brasileña en el año 2010. Cinco años después, participa en el certamen de belleza de Miss Brasil Universo 2015 como Señorita Rio Grande del Sur, en donde al final de la ceremonia, sale resultando ganadora y convirtiéndose en la 5ª gaucha en ganar el certamen nacional de belleza, después de 10 años, fue coronada por Melissa Gurgel, Miss Brasil 2014. 

## Miss Universo 2015
Brandt representó a Brasil en el pasado evento anual de Miss Universo 2015 en Las Vegas, Estados Unidos. Su vestuario típico estaba inspirado en la región de Salvador de Bahía, con muchos colores llamativos, piedras de fantasía, entre otros. Clasificó a las 15 Finalista,pero después no logró a las 10 Finalistas y la ganadora fue la filipina Pia Wurtzbach.